# Vigone
Vigone (piemontesisch Vigon) ist eine Stadt und Gemeinde in der italienischen Metropolitanstadt Turin (TO), Region Piemont, etwa 25 km südwestlich von Turin.

## Lage und Einwohner
Der Ort liegt im Westen der Po-Ebene am Unterlauf des Pellice, nahe seiner Mündung in den Po, knapp 40 km südwestlich von Turin. Das Gemeindegebiet umfasst eine Fläche von 41 km² und hat 5010 Einwohner (Stand 31. Dezember 2023). Die Nachbargemeinden sind Buriasco, Virle Piemonte, Cercenasco, Macello, Pancalieri, Cavour und Villafranca Piemonte. Etwa 10 km westlich befindet sich die größere Stadt Pinerolo.

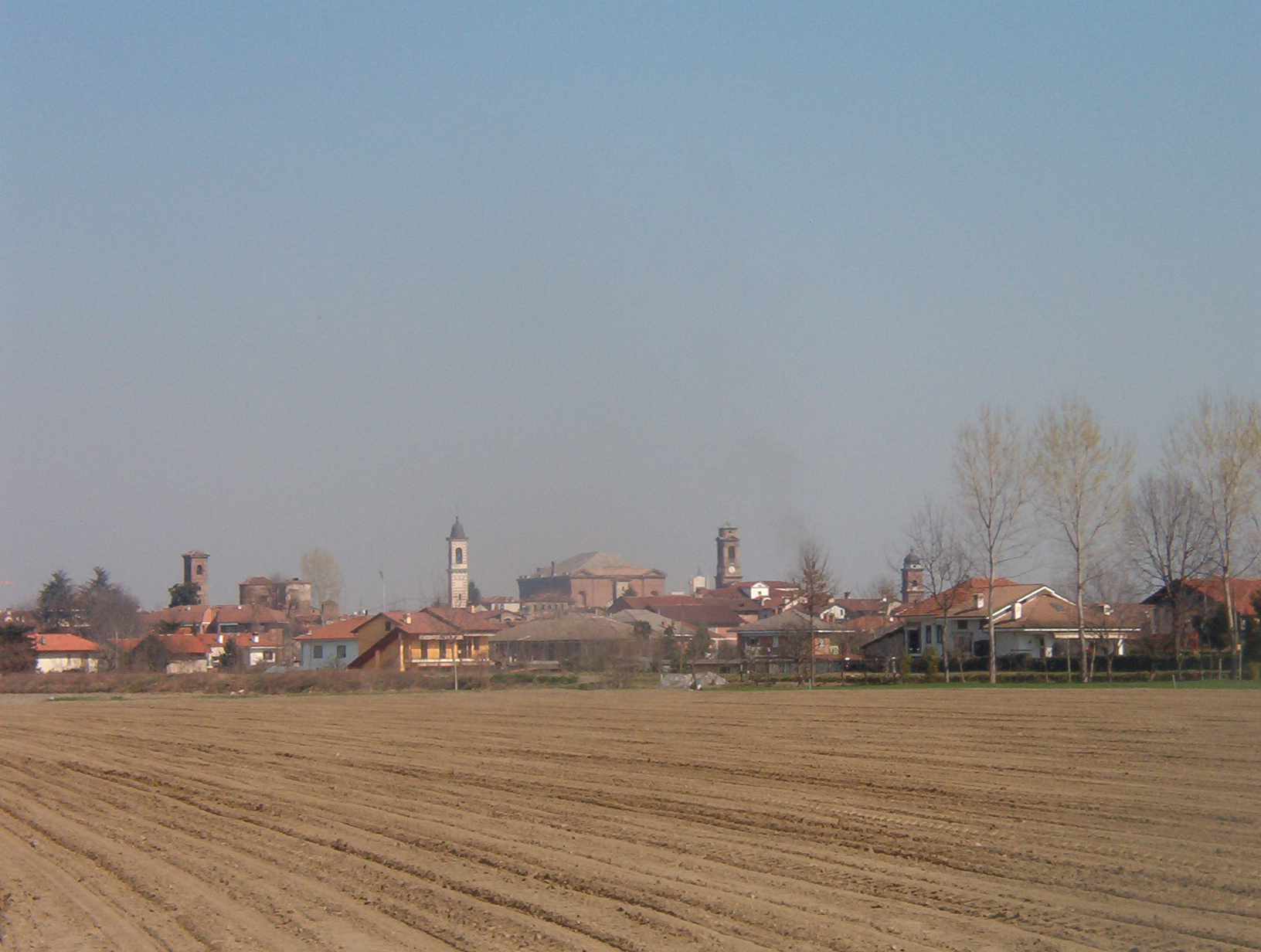
Altstadt von Süden

## Geschichte

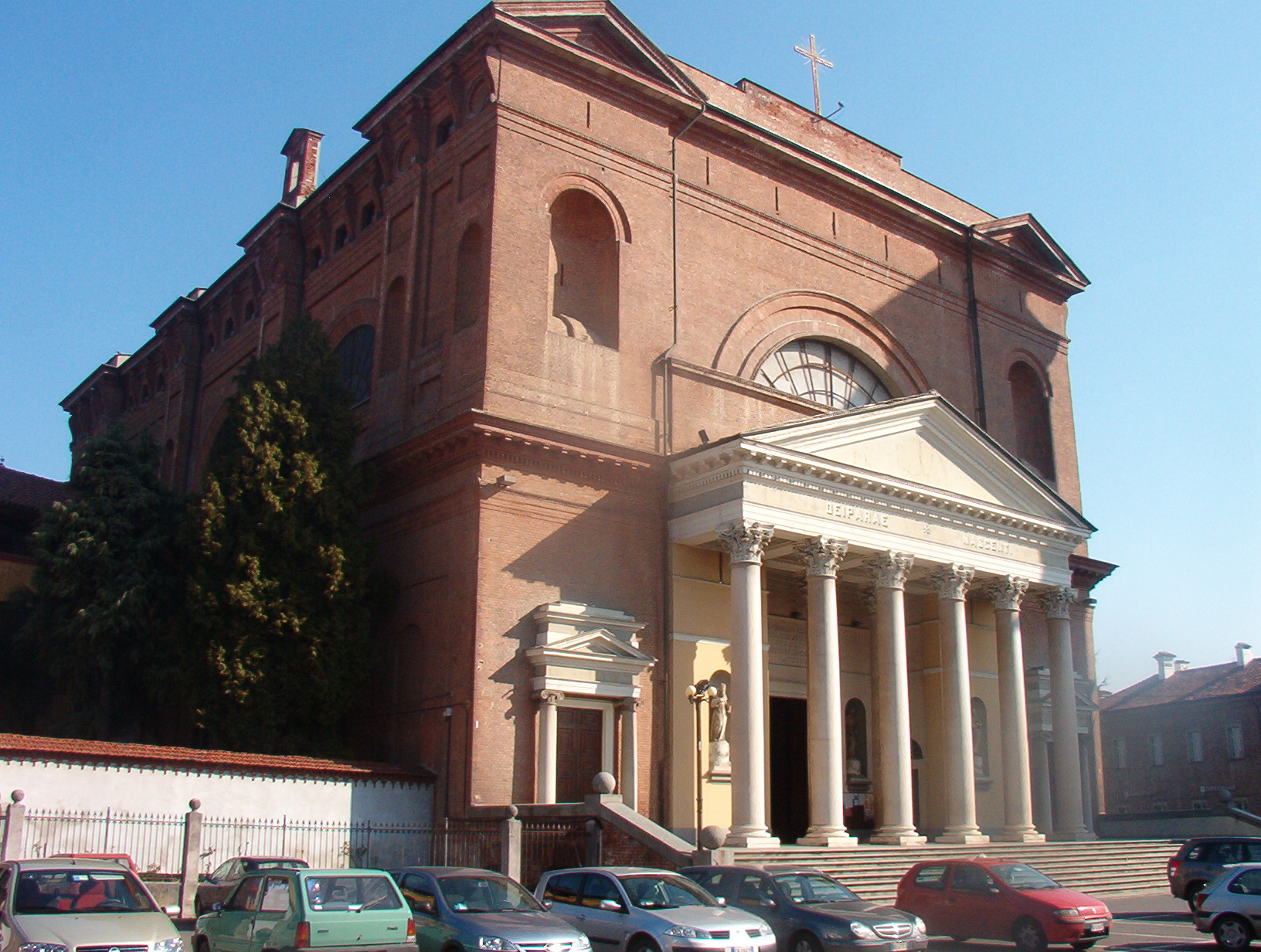
Kirche Santa Maria del Borgo

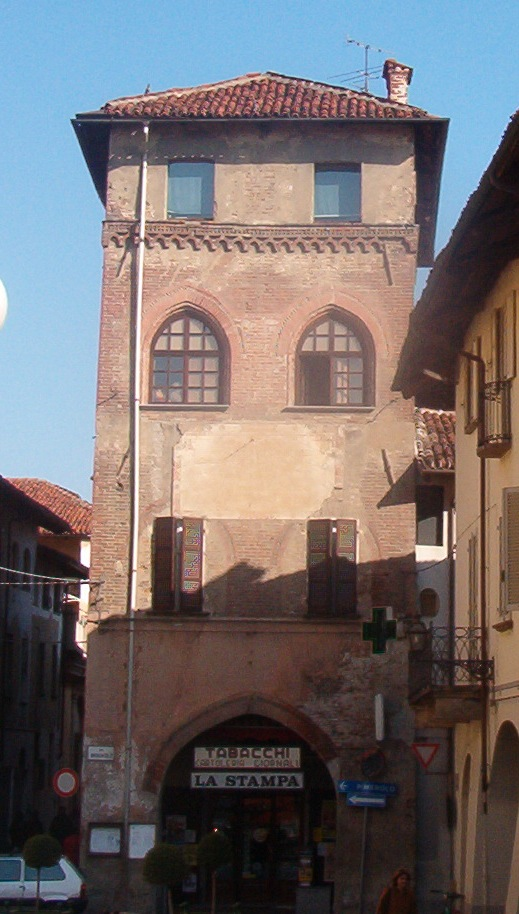
Casa Cimosa

Die Bedeutung des Namens Vigone ist ungewiss. Es scheint von Vicus Guidonis abgeleitet zu sein. Das erste Zeugnis aus dem Jahr 1029 beschreibt Vigone als Untertan des Markgrafen Manfredi von Susa. Später ging es in den Besitz der Familie Savoy über.
Die Pest von 1630 forderte in der Gemeinde Vigone 1.500 Todesopfer und diese Tatsache veranlasste die Einwohner von Vigone, den Heiligen Nikolaus von Tolentino zu ihrem Beschützer zu wählen. Die Verehrung dieses Heiligen hatte sich bereits nach dem Bau eines Augustinerklosters im Jahr 1460 in der gesamten Region Vigo verbreitet.
Zwischen 1884 und 1986 verfügte die Stadt über einen Bahnhof an der Airasca-Saluzzo-Bahn, wo heute ein Radweg gebaut wurde, der Vigone mit Cercenasco und Villafranca Piemonte verbindet.

## Sehenswürdigkeiten
- Altstadt mit zahlreichen Baudenkmalen
- La Rotonda, erbaut 1825 als Eishaus, heute Ausstellungsraum
- Kirche Santa Maria de Hortis mit reicher Ausmalung des 14. und 15. Jahrhunderts
- Kirche Santa Caterina, um 1460 im Stil der Gotik erbaut
- Kirche Santissimo Nome di Gesù, erbaut 1630
- Kirche San Bernardino, erbaut 1684/1685
- Kirche San Defendente, erbaut im 17. Jahrhundert
- Kirche Santa Maria Del Borgo, 1833 im Stil des Klassizismus erbaut
- Stadttheater Teatro „Baudi di Selve“ von 1855 mit historischer Bühnenmaschinerie
- Stadtbibliothek Biblioteca Luisia mit bedeutendem historischem Bestand (6.000 Bände)
- Sala dei Ricordi – Museo degli spettacoli viaggianti, Museum für Jahrmarktsorgeln
- Donazione Baretta, Museum mit Werken des einheimischen Malers Michele Baretta (1916–1987)

## Söhne und Töchter der Stadt
- Pietro Kardinal Boetto (1871–1946), Erzbischof von Genua
- Lorenzo Bessone (1904–1976), römisch-katholischer Ordensgeistlicher und Bischof von Meru

## Gemeindepartnerschaft
- Cañada Rosquín